# McLean Museum
McLean Museum and Art Gallery (nu officielt Watt Institution) er et museum og kunstgalleri, der ligger i Greenock, Inverclyde, Skotland. Det er hovedmuseet i Inverclyde-området. Det åbnede i 1786 og er gratis at besøge.
Museets har den skotske opfinder James Watts samling, en mumie i cartonage fra Herakleopolis og en samling af britisk og skotsk kunst. Indgangen til museet findes på Kelly Street i Greenock West-området.